# Asteroid Retrieval and Utilization
Pour les articles homonymes, voir ARU et ARM.
L'Asteroid Retrieval and Utilization (ARU), également appelée Asteroid Redirect Mission (ARM) et Asteroid Initiative, est un projet abandonné de mission spatiale robotique proposé par la NASA et étudié entre 2012 à 2017 dont l'objectif est de capturer un petit astéroïde (environ 7 mètres de diamètre et 500 tonnes)  et de le placer en orbite autour de la Lune pour permettre son étude par l'équipage de missions habitées.

## Historique

### Mission vers un astéroïde
Après l'abandon du programme Constellation par la commission Augustine en 2009, la NASA cherche un nouveau programme de vol habité à moyen terme. Elle décide de préparer un vol habité vers Mars avec comme étape intermédiaire une mission vers un astéroïde. Dans un premier temps, le but est d'aller visiter un astéroïde géocroiseur avec un vaisseau spatial composé de deux vaisseaux Orion avec éventuellement un module de propulsion accolé. Ensuite, le concept évolue vers ce qu'on appelle l'Asteroid Redirect Mission.

### Asteroid Redirect Mission
Le projet s'inspire d'une étude de faisabilité de l'Institut d'études spatiales Keck réalisée par des représentants de la NASA, des représentants de plusieurs universités et associations engagées dans la recherche spatiale. Selon ce rapport l'exploitation minières des astéroïdes, idée ancienne peut devenir rentable grâce à deux innovations : des instruments suffisamment performants pour identifier et caractériser les astéroïdes à distance et la mise au point de la propulsion électrique spatiale qui permet de décupler le rendement énergétique des ergols transportés. La NASA décide de développer des missions spatiales habitées au-delà de l'orbite terrestre basse avec le développement du lanceur lourd SLS et du vaisseau spatial Orion qui permettent et justifient l'étude et l'exploitation éventuelle des astéroïdes. L'agence spatiale américaine met en avant qu'une telle mission permet de mettre au point de nouvelles techniques utiles aux missions futures plus ambitieuses notamment vers Mars.
La NASA propose dans son projet de budget 2014 soumis en avril 2013 d'investir 105 millions de dollars américains. L'objectif est à la fois de valider la faisabilité technique d'un tel projet et de permettre à un équipage d'une mission SLS/Orion de prélever des échantillons et de les ramener sur Terre. Dans le scénario détaillé dans un rapport de l'Institut d'études spatiales Keck (KISS), le projet, dont le coût est estimé à 2,6 milliards de dollars américains, nécessite de lancer un engin spatial d'environ 20 tonnes utilisant une propulsion électrique à haut rendement mettant environ 7 ou 8 ans pour accomplir sa mission.

### Abandon
En 2017, après l'élection de Donald Trump à la présidence des États-Unis, l'ARM est annulée. Les projets de l'agence en matière de vols habités sont orientés vers une station spatiale lunaire (Lunar Gateway) et un retour des astronautes américains autour et sur la Lune vers 2025-2030, puis en 2024 via le programme Artemis.

## Conception de la mission
Pour capturer puis déplacer un astéroïde jusqu'à une orbite lunaire, l'engin spatial doit :
- Se placer sur l'orbite de l'astéroïde ce qui suppose au minimum d'atteindre la vitesse de libération de la Terre soit 11,2 km/s.
- Réaliser un rendez-vous spatial avec celui-ci c'est-à-dire annuler sa vitesse relative par rapport à celui-ci.
- Mettre en œuvre un système permettant de le solidariser avec l'astéroïde.
- Annuler les mouvements de rotation de l'astéroïde en utilisant sa propulsion.
- Puis modifier l'orbite pour placer l'ensemble sur une orbite lunaire.

La dimension de l'astéroïde est fixée par deux contraintes :
- Celui-ci doit être suffisamment grand pour qu'on puisse l'identifier à distance avant la mission et déterminer si ses caractéristiques répondent aux objectifs scientifiques et si ses dimensions et son mouvement propre (vitesse de rotation) sont compatibles avec les objectifs et les capacités de  la mission.
- Sa masse doit être suffisamment réduite et son orbite doit être suffisamment proche de celle de la Terre pour permettre son déplacement par l'engin spatial dans un laps de temps raisonnable (fixé à quelques années).

Compte tenu de ces contraintes, la taille de l'astéroïde objectif de la mission, est fixé à environ 7 mètres de diamètre et sa masse doit être comprise entre 250  et   1 000 tonnes. Il est ensuite décidé que le rocher en question ne sera pas un météoroïde, mais un bloc issu d'un astéroïde plus grand. En effet, les petits corps sont difficiles à repérer à cause de leur taille.

## Déroulement de la mission

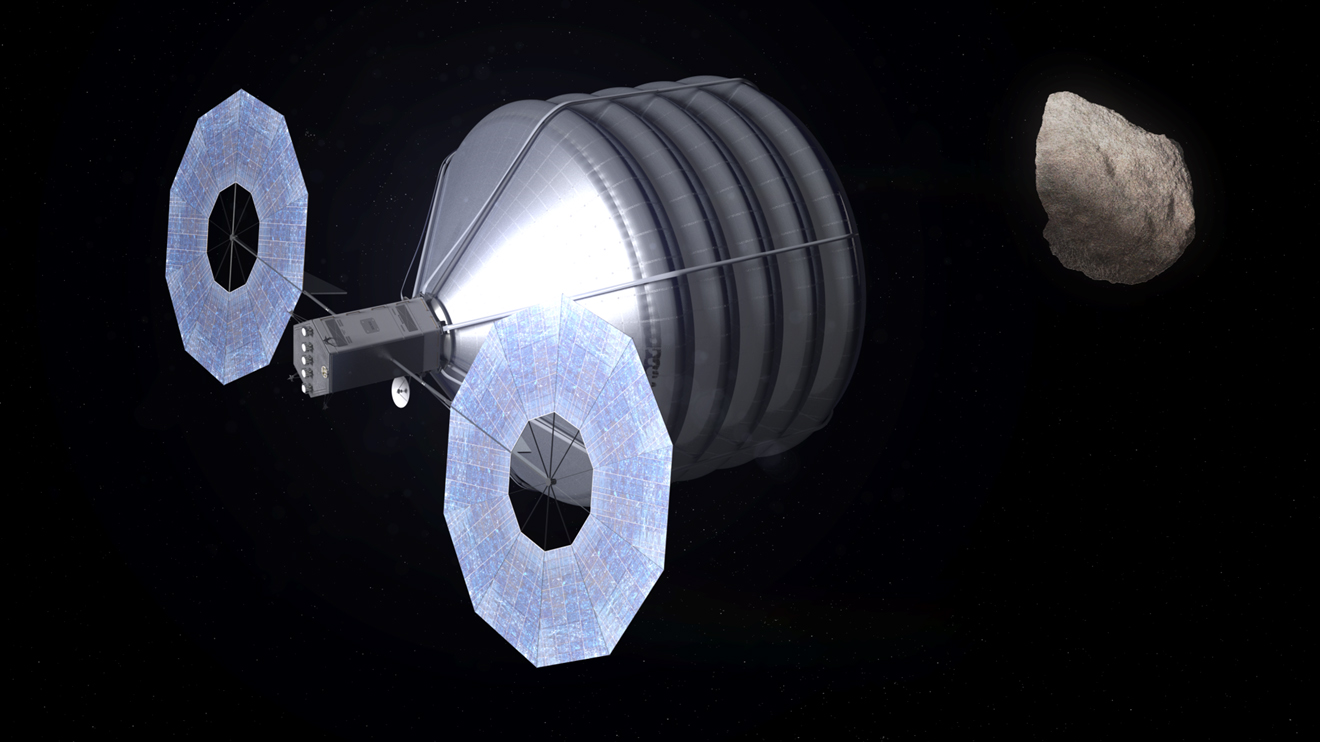
Vue d'artiste de l'ARU approchant l'astéroïde cible.

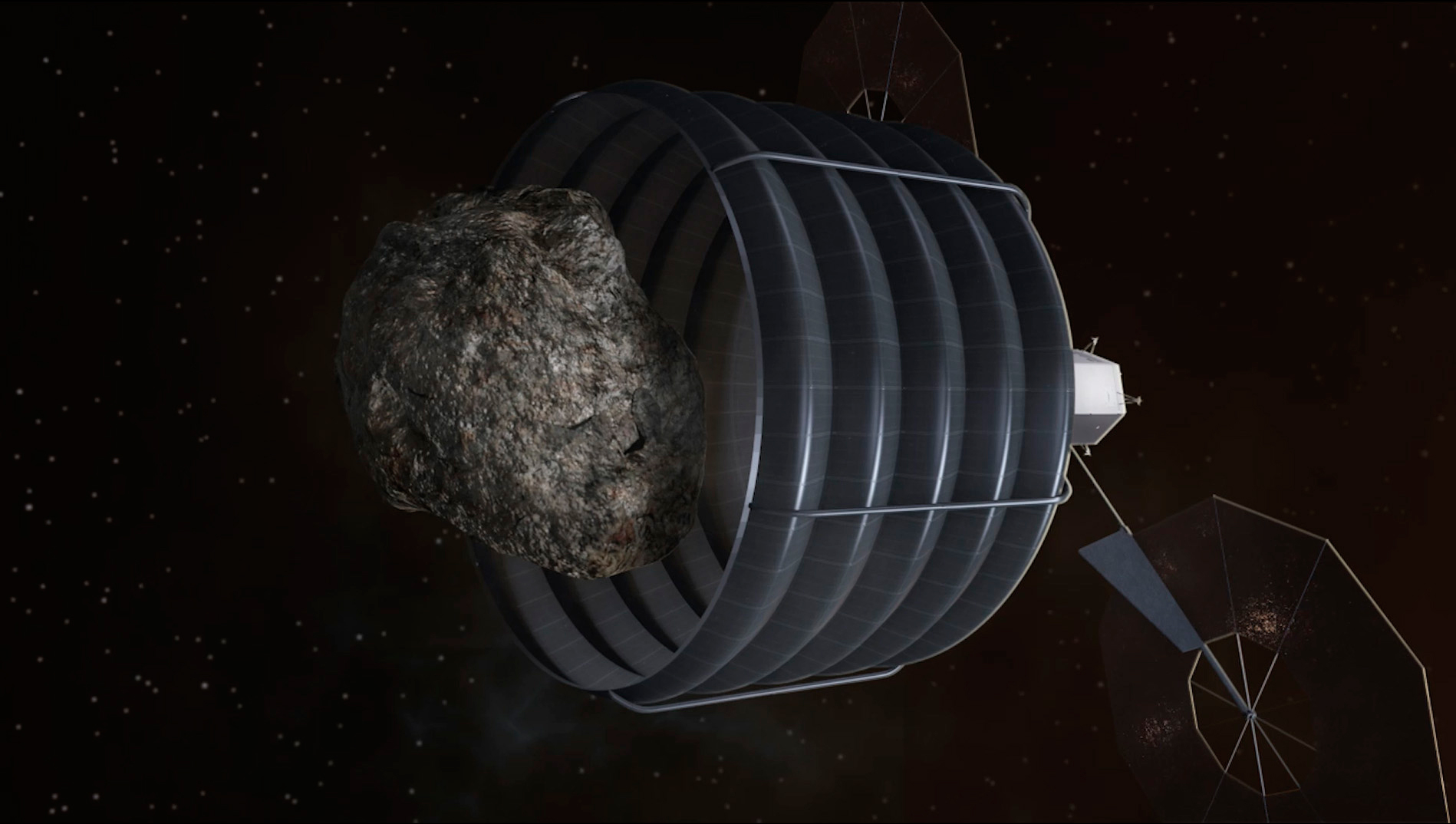
Vue d'artiste de la capture d'un astéroïde par l'ARU.

La mission de capture de l'astéroïde constitue la deuxième phase d'un projet qui doit en comporter trois :
- L'identification à l'aide d'instruments situés sur Terre d'astéroïdes répondant aux objectifs et contraintes.
- La capture de l'astéroïde objet de cette mission et sa mise en orbite autour de la Lune qui doit intervenir vers 2025.
- Le lancement de missions spatiales habitées vers 2025 en direction de l'orbite lunaire utilisant le lanceur lourd SLS et le vaisseau spatial Orion en cours de développement (2013). Après avoir réussi un rendez-vous avec l'astéroïde les équipages doivent prélever au cours de sorties extravéhiculaires des échantillons qui doivent être rapportés sur Terre.

La mission comprend plusieurs phases :
- La sonde spatiale doit d'abord être placée sur une orbite basse (407 km) par son lanceur puis utiliser sa propulsion pour se hisser jusqu'à l'orbite lunaire. La masse d'ergols disponible pour l'ensemble de la mission est limitée et pour obtenir les performances nécessaires, l'engin spatial utilise une propulsion à effet Hall caractérisée par une impulsion spécifique de 3 000 secondes, soit un rendement 10 fois supérieur à ce que permet la propulsion chimique classique, mais avec une poussée extrêmement faible. Cette phase dure deux ans et demi.
- Une fois parvenu en orbite lunaire, l'engin spatial continue à sortir du puits gravitationnel de la Terre pour atteindre l'orbite de l'astéroïde en utilisant essentiellement l'assistance gravitationnelle de la Lune. Cette deuxième phase dure 1,7 an.
- La phase de capture de l'astéroïde qui comprend le déploiement de l'enveloppe chargée d'amarrer l'astéroïde, la capture proprement dite, puis la suppression du mouvement de rotation de l'astéroïde s'étend sur 90 jours.
- L'engin spatial, par sa propulsion, est utilisé pour ramener l'astéroïde en orbite lunaire. L'assistance gravitationnelle de la Lune fournit une grande partie du travail. Cette phase dure de 2 à 6 ans.

| Phase                                | Masse initiale | Méthode de propulsion                                        | Delta-V          | Xénon consommé | Remarques         |
| ------------------------------------ | -------------- | ------------------------------------------------------------ | ---------------- | -------------- | ----------------- |
| Orbite basse → vitesse de libération | 18,8 tonnes    | Propulsion électrique                                        | 6,6 km/s         | 3,8 tonnes     | durée : 2,5 ans   |
| → orbite de l'astéroïde              | 15 tonnes      | Propulsion électrique Assistance gravitationnelle de la Lune | 2,8 km/s 2 km/s  | 1,4 tonne -    | durée : 1,7 an    |
| → orbite lunaire                     | 1 316,6 tonnes | Propulsion électrique Assistance gravitationnelle de la Lune | 0,17 km/s 2 km/s | 7,7 tonnes -   | durée : 2 à 6 ans |

## Caractéristiques techniques
Le rapport Keck propose le développement d'un engin spatial pouvant être lancé par les lanceurs lourds américains disponibles en l'occurrence le lanceur Atlas V 551 capable de placer 18,8 tonnes en orbite basse. La masse à sec va être de 5,5 tonnes et la sonde spatiale va emporter 12 tonnes de xénon utilisé par la propulsion principale. Celle-ci sera constituée par cinq propulseurs à effet Hall d'une poussée unitaire de 200 newtons alimentés par des panneaux solaires d'une superficie totale de 90 m2 fournissant environ 40 kW. Les propulseurs qui expulsent du xénon vont être monté sur cardan avec deux degrés de liberté. Le contrôle d'attitude sera pris en charge par 4 grappes de 4 propulseurs à ergols liquides ayant une poussée unitaire de 200 N et une impulsion spécifique de 287 secondes. Ceux-ci vont utiliser 900 kg d'ergols dont 300 consacrés pour l'annulation du mouvement de rotation de l'astéroïde. Le système de capture doit être constitué par des bras déployables, un sac de forme cylindrique de 6 mètres de diamètre pour 12 mètres de long et un système d'élingues chargé de solidariser la sonde spatiale et l'astéroïde.

## Critiques
L'Asteroid Redirect Mission a beaucoup été critiquée. On lui reproche de ne répondre à aucun besoin pour l'exploration spatiale. En effet, le prospectage d'un astéroïde peut être effectué par un robot et construire une base lunaire ou martienne serait plus intéressant scientifiquement.